# Polkovnik Serafimovo, Smolean
Polkovnik Serafimovo (în bulgară Полковник Серафимово) este un sat în comuna Smolean, regiunea Smolean,  Bulgaria. 

## Demografie
Componența etnică a satului Polkovnik Serafimovo
     Bulgari (83,94%)
     Nicio identificare (16,05%)
     Altele (0%)
La recensământul din 2011, populația satului Polkovnik Serafimovo era de 137 locuitori. Din punct de vedere etnic, majoritatea locuitorilor (83,94%) erau bulgari. Pentru 16,05% din locuitori nu este cunoscută apartenența etnică.